# Adelius coloradensis
Adelius coloradensis är en stekelart som beskrevs av Muesebeck 1922. Adelius coloradensis ingår i släktet Adelius och familjen bracksteklar. Inga underarter finns listade i Catalogue of Life.